# Copa do Mundo de Futebol Feminino de 2007
A Copa do Mundo (ou Campeonato Mundial) de Futebol Feminino de 2007 realizou-se na China, entre 10 e 30 de setembro e foi vencida pela Alemanha após derrotar o Brasil na final. Originalmente, a China seria o anfitrião da Copa de Mundo feminina de 2003, porém com os problemas relacionados a Síndrome respiratória aguda grave ocorridos no país, o evento teve de ser movido para os Estados Unidos. A Federação Internacional de Futebol, então, imediatamente garantiu como país-sede a China.
Participaram 5 seleções da UEFA, 4 da AFC (incluindo a China), 2 da CONMEBOL, 2 da CONCACAF, 2 da CAF, 1 da OFC.
O torneio abriu com um recorde quebrado na partida disputada em Xangai. A Alemanha venceu a Argentina por 11–0 e registrou a maior vitória em número de gols em uma partida na história até então, superada apenas em 2019 no confronto entre Estados Unidos e Tailândia (13–0).

## Eliminatórias

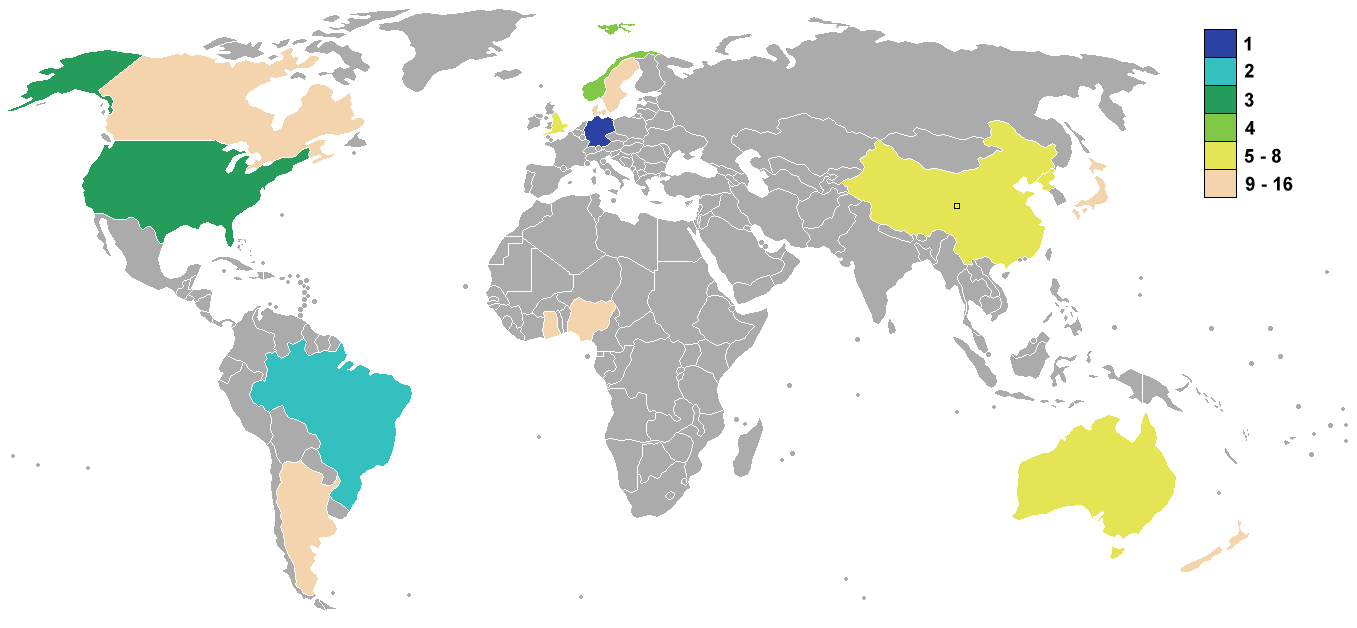
Países classificados

As eliminatórias para a Copa do Mundo de Futebol Feminino de 2007 definiram os 15 países que foram à China, a anfitriã do torneio. A UEFA teve direito a 5 vagas, a AFC 3,5 contando com a China, a CONCACAF teve 2,5, a CONMEBOL e a CAF tiveram 2 vagas cada, e a OFC uma única vaga. O (Japão) venceu a repescagem contra o (México) e garantiu a quarta vaga para a Ásia.
Os seguintes times classificaram-se:
| África (CAF) - Nigéria - Gana Ásia (AFC) - China (anfitriã - classificada automaticamente) - Austrália¹ - Coreia do Norte¹ - Japão (classificado na repescagem) América do Norte, Central e Caribe (CONCACAF) - Estados Unidos - Canadá | Europa (UEFA) - Noruega - Suécia - Alemanha - Dinamarca - Inglaterra Oceania (OFC) - Nova Zelândia América do Sul (CONMEBOL) - Argentina - Brasil |

¹: Vencedoras nas semifinais da Copa da Ásia de Futebol Feminino de 2006

## Sedes
Um total de cinco cidades foram selecionadas para abrigar as partidas da Copa do Mundo feminina:
| Cidade   | Estádio                            | Capacidade |
| -------- | ---------------------------------- | ---------- |
| Tianjin  | Estádio Centro Olímpico de Tianjin | 60 000     |
| Wuhan    | Wuhan Stadium                      | 55 000     |
| Hangzhou | Zhejiang Dragon Stadium            | 52 000     |
| Chengdu  | Chengdu Sports Center              | 40 000     |
| Xangai   | Estádio Hongkou                    | 34 000     |

## Prêmios
Pela primeira vez na história da Copa do Mundo de Futebol Feminino, todas as equipes participantes receberam prêmios em dinheiro de acordo com a fase alcançada (em dólar):
- Campeão: 1.000.000
- Vice-campeão: 800.000
- Terceiro lugar: 650.000
- Quarto lugar: 550.000
- Quartas de final: 300.000
- Fase de grupos: 200.000

## Sorteio
O sorteio para a formação dos grupos realizou-se em 22 de abril de 2007 em Wuhan, logo após a definição de todas as equipes classificadas através das eliminatórias mundiais. Antecipadamente a FIFA definiu que a China (sede) e a Alemanha (última campeã) seriam cabeças-de-chave do Grupo D e Grupo A, respectivamente.
As outras duas seleções cabeças-de-chave foram definidas através do Ranking Mundial Feminino da FIFA. Estados Unidos e Noruega eram as equipes mais bem colocadas e encabeçaram os Grupos B e C.
Para a realização do sorteio, definiu-se que dois times de uma mesma confederação não poderiam integrar um mesmo grupo, a exceção da UEFA que pode contar com no máximo duas equipes. O pote 1 integrou as equipes cabeças-de-chave, as seleções da Ásia ficaram no pote 2, as europeias no pote 3, a Argentina, a África e a Oceania no 4 e as seleções de Brasil e Canadá em um pote especial para impedir que equipes da mesma confederação integrassem um mesmo grupo.
- Pote 1: China, Alemanha, Noruega, Estados Unidos
- Pote 2: Austrália, Japão, Coreia do Norte
- Pote 3: Dinamarca, Inglaterra, Suécia
- Pote 4: Argentina, Gana, Nova Zelândia, Nigéria
- Pote X: Brasil, Canadá [4]

Após o sorteio, a composição dos grupos ficou a seguinte:
| Grupo A                             | Grupo B                                       | Grupo C                       | Grupo D                              |
| ----------------------------------- | --------------------------------------------- | ----------------------------- | ------------------------------------ |
| Alemanha Japão Inglaterra Argentina | Estados Unidos Nigéria Coreia do Norte Suécia | Noruega Gana Austrália Canadá | China Nova Zelândia Brasil Dinamarca |

O Grupo B foi considerado o grupo da morte por contar com três das cinco seleções mais bem colocadas no ranking mundial - Estados Unidos (1º), Suécia (3º) e Coreia do Norte (5º), de acordo com a classificação de junho de 2007, o último antes do início do torneio.

## Árbitras
| África Assistentes: - Tempa Ndah - Souad Oulhaj Ásia - Tammy Ogston - Huijun Niu - Mayumi Oiwa - Pannipar Kamnueng Assistentes: - Airlie Keen - Sarah Ho - Liu Hongjuan - Fu Hongjue - Hisae Yoshizawa - Kim Kyoung Min - Hsiu Mei Liu América do Norte e Central - Dianne Ferreira-James - Kari Seitz - Jennifer Bennett Assistentes: - Cynette Jeffery - Maria Isabel Tovar - Rita Muñoz - Cindy Mohammed | América do Sul - Adriana Correa Assistente: - Rosa Canales Europa - Dagmar Damková - Christine Beck - Gyöngyi Gaal - Nicole Petignat - Jenny Palmqvist Assistentes: - Maria Luisa Villa Gutierrez - Corinne Lagrange - Karine Vives Solana - Miriam Dräger - Cristina Cini - Hege Steinlund - Irina Mirt - Susanne Borg |

## Jogos Olímpicos de 2008
A UEFA definiu que a Copa do Mundo serviria de classificação para suas equipes nos Jogos Olímpicos de Verão de 2008 em Pequim. As três equipes europeias mais bem colocadas ao final do torneio garantiram presença nas Olimpíadas, com exceção da Inglaterra que por não ter comitê olímpico nacional filiado ao COI (faz parte do Reino Unido) estava impossibilitada de participar.

## Tufão Wipha
Devido a aproximação do tufão Wipha que provocou fortes ventos e tempestades na região leste da China, a FIFA se viu obrigada a alterar em 24 horas a data de duas partidas: Noruega-Gana e Brasil-Dinamarca, ambas em Hangzhou foram transferidas para 20 de setembro. Os outros jogos do dia entre Austrália-Canada, em Chengdu, e China-Nova Zelândia, em Tianjin, também foram posteriormente movidas para o dia 20 para ser mantida a simultaneidade das partidas decisivas nos grupos. As partidas do dia 18 de setembro, Nigéria-Estados Unidos em Xangai, e Coreia do Norte-Suécia em Tianjin tiveram data e horário mantidos apesar do fenômeno meteorológico.

## Grupos
Todas as partidas estão no horário local (UTC+8)

### Grupo A
| Seleção    | Pts | J | V | E | D | GP | GC | SG  |
| ---------- | --- | - | - | - | - | -- | -- | --- |
| Alemanha   | 7   | 3 | 2 | 1 | 0 | 13 | 0  | 13  |
| Inglaterra | 5   | 3 | 1 | 2 | 0 | 8  | 3  | 5   |
| Japão      | 4   | 3 | 1 | 1 | 1 | 3  | 4  | -1  |
| Argentina  | 0   | 3 | 0 | 0 | 3 | 1  | 18 | -17 |

| 10 de setembro | Alemanha                                                                                               | 11 – 0    | Argentina | Estádio Hongkou, Xangai                   |
| 20:00          | Garefrekes 17' · Behringer 12', 24' · Prinz 29', 45+1', 59' · Lingor 51', 90+1' · Smisek 57', 70', 79' | Relatório |           | Público: 28 098 Árbitro: AUS Tammy Ogston |

| 11 de setembro | Inglaterra        | 2 – 2     | Japão             | Estádio Hongkou, Xangai                 |
| 20:00          | K. Smith 81', 83' | Relatório | Miyama 55', 90+5' | Público: 27 143 Árbitro: USA Kari Seitz |

| 14 de setembro | Argentina | 0 – 1     | Japão          | Estádio Hongkou, Xangai     |
| 17:00          |           | Relatório | Nagasato 90+1' | Árbitro: CZE Dagmar Damková |

| 14 de setembro | Inglaterra | 0 – 0     | Alemanha | Estádio Hongkou, Xangai                      |
| 20:00          |            | Relatório |          | Público: 27 730 Árbitro: SWE Jenny Palmqvist |

| 17 de setembro | Inglaterra                                                                                   | 6 – 1     | Argentina    | Chengdu Sports Center, Chengdu                     |
| 20:00          | González 9' (g.c.) · J. Scott 10' · Williams 50' (pen) · K. Smith 64', 77' · Exley 90' (pen) | Relatório | González 60' | Público: 30 730 Árbitro: GUY Dianne Ferreira-James |

| 17 de setembro | Alemanha                     | 2 – 0     | Japão | Zhejiang Dragon Stadium, Hangzhou           |
| 20:00          | Prinz 21' · Lingor 87' (pen) | Relatório |       | Público: 39 817 Árbitro: COL Adriana Correa |

### Grupo B
| Seleções        | Pts | J | V | E | D | GP | GC | SG |
| --------------- | --- | - | - | - | - | -- | -- | -- |
| Estados Unidos  | 7   | 3 | 2 | 1 | 0 | 5  | 2  | 3  |
| Coreia do Norte | 4   | 3 | 1 | 1 | 1 | 5  | 4  | 1  |
| Suécia          | 4   | 3 | 1 | 1 | 1 | 3  | 4  | -1 |
| Nigéria         | 1   | 3 | 0 | 1 | 2 | 1  | 4  | -3 |

| 11 de Setembro de 2007 17:00 | Estados Unidos             | 2 – 2     | Coreia do Norte                   | Chengdu Sports Center, Chengdu Público: 35.100 Árbitro: Nicole Petignat SUI |
|                              | Wambach 50' · O'Reilly 69' | Relatório | Kil Son-hui 58' · Kim Yong-ae 60' |                                                                             |

| 11 de Setembro de 2007 20:00 | Suécia       | 1 – 1     | Nigéria  | Chengdu Sports Center, Chengdu Público: 21.740 Árbitro: Huijun Niu CHN |
|                              | Svensson 50' | Relatório | Uwak 82' |                                                                        |

| 14 de Setembro de 2007 17:00 | Suécia | 0 – 2     | Estados Unidos       | Chengdu Sports Center, Chengdu Público: Árbitro: Gyöngyi Gaál HUN |
|                              |        | Relatório | Wambach 34' (P), 58' |                                                                   |

| 14 de Setembro de 2007 20:00 | Coréia do Norte                    | 2 – 0     | Nigéria | Chengdu Sports Center, Chengdu Público: 35.600 Árbitro: Tammy Ogston AUS |
|                              | Kim Kyong-hwa 17' · Ri Kum-suk 21' | Relatório |         |                                                                          |

| 18 de Setembro de 2007 20:00 | Coréia do Norte | 1 – 2     | Suécia          | Tianjin Olympics Center Stadium, Tianjin Público: 33.196 Árbitro: Christine Beck GER |
|                              | Ri Un-suk 22'   | Relatório | Schelin 4', 54' |                                                                                      |

| 18 de Setembro de 2007 20:00 | Nigéria | 0 – 1     | Estados Unidos | Estádio Hongkou, Xangai Público: 6.100 Árbitro: Mayumi Oiwa JPN |
|                              |         | Relatório | Chalupny 1'    |                                                                 |

### Grupo C
| Seleções  | Pts | J | V | E | D | GP | GC | SG  |
| --------- | --- | - | - | - | - | -- | -- | --- |
| Noruega   | 7   | 3 | 2 | 1 | 0 | 10 | 4  | 6   |
| Austrália | 5   | 3 | 1 | 2 | 0 | 7  | 4  | 3   |
| Canadá    | 4   | 3 | 1 | 1 | 1 | 7  | 4  | 3   |
| Gana      | 0   | 3 | 0 | 0 | 3 | 3  | 15 | -12 |

| 12 de Setembro de 2007 17:00 | Austrália                                    | 4 – 1     | Gana        | Zhejiang Dragon Stadium, Hangzhou Público: 25.952 Árbitro: Adriana Correa COL |
|                              | Walsh 15' · De Vanna 57', 81' · Garriock 69' | Relatório | Amankwa 70' |                                                                               |

| 12 de Setembro de 2007 20:00 | Noruega                            | 2 – 1     | Canadá      | Zhejiang Dragon Stadium, Hangzhou Público: 30.752 Árbitro: Christine Beck GER |
|                              | R. Gulbrandsen 52' · Horpestad 81' | Relatório | Chapman 33' |                                                                               |

| 15 de Setembro de 2007 17:00 | Canadá                                       | 4 – 0     | Gana | Zhejiang Dragon Stadium, Hangzhou Público: Árbitro: Nicole Petignat SUI |
|                              | Sinclair 16', 62' · Schmidt 55' · Franko 77' | Relatório |      |                                                                         |

| 15 de Setembro de 2007 20:00 | Austrália    | 1 – 1     | Noruega           | Zhejiang Dragon Stadium, Hangzhou Público: 33.835 Árbitro: Niu Huijun CHN |
|                              | De Vanna 83' | Relatório | R. Gulbrandsen 5' |                                                                           |

| 20 de Setembro de 2007 17:00 | Noruega                                                                                          | 7 – 2     | Gana                     | Zhejiang Dragon Stadium, Hangzhou Público: Árbitro: Jennifer Bennett USA |
|                              | Storløkken 4' · R. Gulbrandsen 39', 59', 62' · Horpestad 45' (P) · Herlovsen 56' · Klaveness 69' | Relatório | Bayor 73' · Okoe 80' (P) |                                                                          |

| 20 de Setembro de 2007 17:00 | Austrália                      | 2 – 2     | Canadá                     | Chengdu Sports Center, Chengdu Público: 29.300 Árbitro: Gyöngyi Gaál HUN |
|                              | McCallum 53' · Salisbury 90+2' | Relatório | Tancredi 1' · Sinclair 85' |                                                                          |

### Grupo D
| Seleções      | Pts | J | V | E | D | GP | GC | SG |
| ------------- | --- | - | - | - | - | -- | -- | -- |
| Brasil        | 9   | 3 | 3 | 0 | 0 | 10 | 0  | 10 |
| China         | 6   | 3 | 2 | 0 | 1 | 5  | 6  | -1 |
| Dinamarca     | 3   | 3 | 1 | 0 | 2 | 4  | 4  | 0  |
| Nova Zelândia | 0   | 3 | 0 | 0 | 3 | 0  | 9  | -9 |

| 12 de Setembro de 2007 17:00 | Nova Zelândia | 0 – 5     | Brasil                                                            | Wuhan Stadium, Wuhan Público: 33.500 Árbitro: Pannipar Kamnueng THA |
|                              |               | Relatório | Daniela 10' · Cristiane 54' · Marta 74', 90+3' · Renata Costa 86' |                                                                     |

| 12 de Setembro de 2007 20:00 | China                                     | 3 – 2     | Dinamarca                | Wuhan Stadium, Wuhan Público: 50.800 Árbitro: Dianne Ferreira-James GUY |
|                              | Li Jie 31' · Bi Yan 50' · Song Xiaoli 88' | Relatório | Nielsen 51' · Paaske 87' |                                                                         |

| 15 de Setembro de 2007 17:00 | Dinamarca                    | 2 – 0     | Nova Zelândia | Wuhan Stadium, Wuhan Público: Árbitro: Mayumi Oiwa JPN |
|                              | K. Pedersen 61' · Paaske 66' | Relatório |               |                                                        |

| 15 de Setembro de 2007 20:00 | Brasil                              | 4 – 0     | China | Wuhan Stadium, Wuhan Público: 54.000 Árbitro: Jennifer Bennett USA |
|                              | Marta 42', 70' · Cristiane 47', 48' | Relatório |       |                                                                    |

| 20 de Setembro de 2007 20:00 | Brasil         | 1 – 0     | Dinamarca | Zhejiang Dragon Stadium, Hangzhou Público: 43.817 Árbitro: Kari Seitz USA |
|                              | Pretinha 90+1' | Relatório |           |                                                                           |

| 20 de Setembro de 2007 20:00 | China                       | 2 – 0     | Nova Zelândia | Tianjin Olympics Center Stadium, Tianjin Público: 56.208 Árbitro: Dagmar Damková CZE |
|                              | Li Jie 57' · Xie Caixia 79' | Relatório |               |                                                                                      |

## Fase final
|  | Quartas de final         | Quartas de final          |                          |                | Semifinais     | Semifinais     |  |  | Final                   | Final |
|  |                          |                           |                          |                |                |                |  |  |                         |       |
|  | 22 de Setembro - Wuhan   |                           |                          |                |                |                |  |  |                         |       |
|  |                          |                           |                          |                |                |                |  |  |                         |       |
|  | Alemanha                 | 3                         |                          |                |                |                |  |  |                         |       |
|  | Alemanha                 | 3                         | 26 de Setembro - Tianjin |                |                |                |  |  |                         |       |
|  | Coreia do Norte          | 0                         |                          |                |                |                |  |  |                         |       |
|  | Coreia do Norte          | 0                         | Alemanha                 | 3              |                |                |  |  |                         |       |
|  | 22 de Setembro - Wuhan   |                           | Alemanha                 | 3              |                |                |  |  |                         |       |
|  |                          | Noruega                   | 0                        |                |                |                |  |  |                         |       |
|  | Noruega                  | Noruega                   | 0                        | 1              |                |                |  |  |                         |       |
|  | Noruega                  |                           | 30 de Setembro - Xangai  | 1              |                |                |  |  |                         |       |
|  | China                    | 0                         |                          |                |                |                |  |  |                         |       |
|  | China                    | 0                         | Alemanha                 | 2              |                |                |  |  |                         |       |
|  | 23 de Setembro - Tianjin |                           | Alemanha                 | 2              |                |                |  |  |                         |       |
|  |                          | Brasil                    | 0                        |                |                |                |  |  |                         |       |
|  | Estados Unidos           | Brasil                    | 0                        | 3              |                |                |  |  |                         |       |
|  | Estados Unidos           | 27 de Setembro - Hangzhou |                          | 3              |                |                |  |  |                         |       |
|  | Inglaterra               | 0                         |                          |                |                |                |  |  |                         |       |
|  | Inglaterra               | 0                         | Estados Unidos           | 0              | Terceiro lugar | Terceiro lugar |  |  |                         |       |
|  | 23 de Setembro - Tianjin |                           | Estados Unidos           | 0              | Terceiro lugar | Terceiro lugar |  |  |                         |       |
|  |                          | Brasil                    | 4                        |                |                |                |  |  |                         |       |
|  | Brasil                   | Brasil                    | 4                        | 3              | Noruega        | 1              |  |  |                         |       |
|  | Brasil                   |                           |                          | 3              | Noruega        | 1              |  |  |                         |       |
|  | Austrália                | 2                         |                          | Estados Unidos | 4              |                |  |  |                         |       |
|  | Austrália                | 2                         |                          |                | 4              |                |  |  |                         |       |
|  |                          |                           |                          |                |                |                |  |  | 30 de Setembro - Xangai |       |
|  |                          |                           |                          |                |                |                |  |  |                         |       |

### Quartas de final
| 22 de Setembro de 2007 17:00 | Alemanha                                | 3 – 0     | Coreia do Norte | Wuhan Stadium, Wuhan Público: 37.200 Árbitro: Tammy Ogston AUS |
|                              | Garefrekes 44' · Lingor 67' · Krahn 72' | Relatório |                 |                                                                |

| 22 de Setembro de 2007 20:00 | Estados Unidos                     | 3 – 0     | Inglaterra | Tianjin Olympics Center Stadium, Tianjin Público: 29.586 Árbitro: Jenny Palmqvist SWE |
|                              | Wambach 48' · Boxx 57' · Lilly 60' | Relatório |            |                                                                                       |

| 23 de Setembro de 2007 17:00 | Noruega       | 1 – 0     | China | Wuhan Stadium, Wuhan Público: 52.000 Árbitro: Gyöngyi Gaál HUN |
|                              | Herlovsen 32' | Relatório |       |                                                                |

| 23 de Setembro de 2007 20:00 | Brasil                                     | 3 – 2     | Austrália                    | Tianjin Olympics Center Stadium, Tianjin Público: 35.061 Árbitro: Christine Beck GER |
|                              | Formiga 4' · Marta 23' (P) · Cristiane 75' | Relatório | De Vanna 36' · Colthorpe 68' |                                                                                      |

### Semifinais
| 26 de Setembro de 2007 20:00 | Alemanha                                      | 3 – 0     | Noruega | Tianjin Olympics Center Stadium, Tianjin Público: 53.819 Árbitro: Dagmar Damková CZE |
|                              | Rønning 42' (GC) · Stegemann 72' · Müller 75' | Relatório |         |                                                                                      |

| 27 de Setembro de 2007 20:00 | Estados Unidos | 0 – 4     | Brasil                                            | Zhejiang Dragon Stadium, Hangzhou Público: 47.818 Árbitro: Nicole Pentignat SUI |
|                              |                | Relatório | Osborne 20' (GC) · Marta 27', 79' · Cristiane 55' |                                                                                 |

### Terceiro lugar
| 30 de Setembro de 2007 17:00 | Noruega            | 1 – 4     | Estados Unidos                                 | Estádio Hongkou, Xangai Público: 32.068 Árbitro: Gyöngyi Gaál HUN |
|                              | R. Gulbrandsen 63' | Relatório | Wambach 30', 46' · Chalupny 58' · O'Reilly 59' |                                                                   |

### Final
| 30 de Setembro de 2007 20:00 | Alemanha                | 2 – 0     | Brasil | Estádio Hongkou, Xangai Público: 31.000 Árbitro: Tammy Ogston AUS |
|                              | Prinz 52' · Laudehr 86' | Relatório |        |                                                                   |

| Alemanha | Brasil |

| G             | 1  | Nadine Angerer     |     |     |
| LD            | 2  | Kerstin Stegemann  |     |     |
| Z             | 5  | Annike Krahn       |     |     |
| Z             | 17 | Ariane Hingst      |     |     |
| LE            | 6  | Linda Bresonik     | 63' |     |
| V             | 14 | Simone Laudehr     |     |     |
| V             | 10 | Renate Lingor      |     |     |
| M             | 18 | Kerstin Garefrekes | 7'  |     |
| M             | 9  | Birgit Prinz       |     |     |
| A             | 7  | Melanie Behringer  |     | 74' |
| A             | 8  | Sandra Smisek      |     | 80' |
| Substituções: |    |                    |     |     |
| A             | 16 | Martina Müller     |     | 74' |
| M             | 19 | Fatmire Bajramaj   |     | 80' |
| Técnica:      |    |                    |     |     |
| Silvia Neid   |    |                    |     |     |

| G               | 1  | Andréia      |     |     |
| Z               | 5  | Renata Costa |     |     |
| Z               | 3  | Aline        |     | 88' |
| Z               | 4  | Tânia        |     | 81' |
| M               | 2  | Elaine       |     |     |
| M               | 8  | Formiga      |     |     |
| M               | 20 | Ester        |     | 63' |
| M               | 9  | Maycon       |     |     |
| M               | 7  | Daniela      | 59' |     |
| A               | 11 | Cristiane    |     |     |
| A               | 10 | Marta        |     |     |
| Substituções:   |    |              |     |     |
| Z               | 6  | Rosana       |     | 63' |
| M               | 18 | Pretinha     |     | 81' |
| A               | 15 | Kátia Cilene |     | 88' |
| Técnico:        |    |              |     |     |
| Jorge Barcellos |    |              |     |     |

## Premiações
Os seguintes prêmios foram dados aos participantes do torneio:
| Bola de ouro          | Bola de prata     | Bola de bronze       |
| --------------------- | ----------------- | -------------------- |
| Marta                 | Birgit Prinz      | Cristiane            |
| Chuteira de ouro      | Chuteira de prata | Chuteira de bronze   |
| Marta                 | Abby Wambach      | Ragnhild Gulbrandsen |
| 7 gols                | 6 gols            | 6 gols               |
| Trofeu FIFA Fair Play |                   |                      |
| Noruega               |                   |                      |

## Artilharia
7 gols
- BRA Marta

6 gols
- NOR Ragnhild Gulbrandsen
- USA Abby Wambach

5 gols
- BRA Cristiane
- GER Birgit Prinz

4 gols
- AUS Lisa De Vanna
- ENG Kelly Smith
- GER Renate Lingor

3 gols
- CAN Christine Sinclair
- GER Sandra Smisek

2 gols
- CHN Li Jie
- DEN Cathrine Paaske-Sørensen
- GER Melanie Behringer
- GER Kerstin Garefrekes
- JPN Aya Miyama
- NOR Isabell Herlovsen
- NOR Ane Stangeland Horpestad
- SWE Charlotta Schelin
- USA Lori Chalupny
- USA Heather O'Reilly

1 gol
- ARG Eva Nadia González
- AUS Lauren Colthorpe
- AUS Heather Garriock
- AUS Collette McCallum
- AUS Cheryl Salisbury
- AUS Sarah Walsh
- BRA Daniela
- BRA Formiga
- BRA Pretinha
- BRA Renata Costa
- CAN Candace Chapman
- CAN Martina Franko
- CAN Sophie Schmidt
- CAN Melissa Tancredi
- CHN Bi Yan
- CHN Song Xiaoli
- CHN Xie Caixia
- DEN Anne Dot Eggers Nielsen
- DEN Katrine Pedersen
- ENG Vicky Exley
- ENG Jill Scott
- ENG Fara Williams
- GER Annike Krahn
- GER Simone Laudehr
- GER Martina Müller
- GER Kerstin Stegemann
- GHA Anita Amankwa
- GHA Adjoa Bayor
- GHA Florence Okoe
- JPN Yūki Nagasato
- NGA Cynthia Uwak
- NOR Lise Klaveness
- NOR Lene Storløkken
- PRK Kil Son-hui
- PRK Kim Yong-ae
- PRK Kim Kyong-hwa
- PRK Ri Kum-suk
- PRK Ri Un-suk
- SWE Victoria Sandell Svensson
- USA Shannon Boxx
- USA Kristine Lilly

Gols contra
- ARG Eva Nadia González (1)
- NOR Trine Rønning (1)
- USA Leslie Osborne (1)